# Alois Van Steenkiste
Alois Vansteenkiste (Heule, 7 mei 1928 - Kortrijk, 27 september 1991) was beroepswielrenner van 1950 tot en met 1955. In 1953 werd hij in Namen Belgisch kampioen op de weg.

## Belangrijkste overwinningen
1949
- 1e etappe Ronde van België

1950
- 4e etappe Ronde van België

1951
- 2e etappe Ronde van Luxemburg, (Tour de Luxembourg)

1952
- 1e etappe Ronde van Lotharingen

1953
- Belgisch kampioen

## Resultaten in voornaamste wedstrijden
| Jaar | Ronde van Italië | Ronde van Frankrijk | Ronde van Spanje |
| ---- | ---------------- | ------------------- | ---------------- |
| 1951 |                  | 62e                 |                  |
| 1952 |                  |                     |                  |
| 1953 | 60e              |                     |                  |

| Jaar | Gent-Wevelgem | Parijs-Roubaix | Luik-Bast.‑Luik |
| ---- | ------------- | -------------- | --------------- |
| 1951 | 5e            | 85e            |                 |
| 1952 |               | 68e            |                 |
| 1953 |               | 32e            | 13e             |